# اوا نواک-جرارد

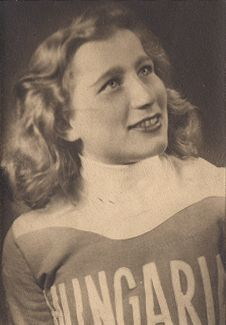
اوا نواک-جرارد - ۱۹۵۰

اوا نواک-جرارد (به انگلیسی: Éva Novák-Gerard) (زادهٔ ۸ ژانویهٔ ۱۹۳۰) شناگر اهل مجارستان است.